# Nitrene

Le strutture del nitrene in (blu)

In chimica, il nitrene è il composto chimico binario instabile dell'azoto monovalente con l'idrogeno avente formula molecolare H−N. È altrimeni noto con il nome IUPAC λ1-azano ed anche, specie in ambito organico, con il termine immidogeno.
Il legame covalente H−N è formato utilizzando uno dei tre elettroni p dell'atomo di azoto (2pz), che si appaia con l'elettrone 1s dell'atomo di idrogeno, lasciando inutilizzati gli altri due elettroni 2p di N (2px e 2py) ed anche il suo doppietto solitario 2s2.
La molecola H−N può esistere nello stato di tripletto con due elettroni spaiati (2px e 2py), stato che è più stabile, o nello stato di singoletto, con due coppie solitarie, come schematizzato in figura. Il nitrene è l'analogo del carbene CH2 , e ad esso isoelettronico, con l'atomo di azoto al posto del carbonio  (anche il carbene ha due possibili stati, di tripletto e singoletto).
Nel nitrene l'atomo azoto ha solo 6 elettroni di valenza e viene pertanto considerato un elettrofilo avendo un ottetto incompleto. Anche per questo, il nitrene è un intermedio reattivo ed è coinvolto in molte reazioni chimiche.
Il nitrene può essere ottenuto dalla fotolisi dell'acido azotidrico:
H−N−−N+≡N (+hν)   →   H−N + N≡N
Essendo una specie molto reattiva che può aggredire svariate molecole che eventualmente incontra: non trovandone, può reagire con un'altra molecola di nitrene, dimerizzando e formando il diazene H−N=N−H (che esiste nelle forme cis e trans).
In chimica inorganica sono considerati nitreni specie chimiche del tipo X−N, con X = alogeno (o anche pseudoalogeno), in particolare il fluoronitrene F−N.
In chimica organica vengono detti nitreni i derivati del nitrene propriamente detto, del tipo R−N, dove R indica un residuo organico alchilico o arilico.

## Configurazione elettronica
Nel nitrene più semplice, la molecola biatomica detta anche immidogeno (:N–H), due dei 6 elettroni di valenza formano un legame covalente con l'idrogeno, due sono in una coppia solitaria nell'orbitale 2s e i due rimanenti occupano due orbitali 2p degeneri.  Coerentemente con le regole di Hund, la forma a minore energia del nitrene è un tripletto con due elettroni spaiati in ciascuno degli orbitali tipo p e la forma a maggiore energia è lo stato singoletto con una coppia di elettroni che riempie un orbitale p e l'altra coppia libera.
Come per i carbeni, esiste una correlazione forte tra la densità di spin sull'atomo di azoto che può calcolarsi in silico e il parametro di splitting D che si calcola sperimentalmente dalla risonanza di spin elettronica.
Nei nitreni piccoli come NH o CF3N il valore D è circa 1,8 cm−1 con densità di spin che non supera il valore massimo di 2. All'estremità inferiore della scala ci sono molecole con valori bassi di  D  (<  0,4) e densità di spin da 1,2 a 1,4, come nei nitreni 9-antrilnitrene e 9-fenantrilnitrene.

## Formazione
Essendo molto reattivi, i nitreni non si possono isolare. Invece, si formano come intermedi reattivi durante una reazione. Esistono due metodi comuni per generare i nitreni:
- Dagli azoturi per termolisi o fotolisi, con espulsione di gas azoto. Questo metodo è analogo alla formazione di carbeni dai diazocomposti.
- Dagli isocianati, con espulsione di monossido di carbonio. Questo metodo è analogo alla formazione di carbeni dai cheteni.

## Reazioni
Le reazioni dei nitreni includono:
- Inserzione in C-H di nitrene. Un nitrene inserito nel legame covalente carbonio-idrogeno produce un'ammina o un'ammide. Un nitrene nello stato di singoletto reagisce con ritenzione di configurazione. In uno studio del 2006 condotto da Thu et al.[11] un nitrene, formatosi per ossidazione di un carbammato con persolfato di potassio, descrive una reazione d'inserzione tra il legame palladio-azoto del prodotto di reazione di acetato di palladio(II) con 2-fenilpiridina per dare il metil N-(2-piridilfenil) carbammato in una reazione in cascata:

Un intermedio nitrene viene ipotizzato nella seguente inserzione C–H che coinvolge un'ossima e l'anidride acetica ottenendo un isoindolo:
- Cicloaddizione di nitrene. Con gli alcheni, i nitreni reagiscono formando le aziridine, spesso con precursori tipo nitrenoide come nosil- o tosil-sostituito [N-(fenilsulfonil)immino]feniliodinano (PhI=NNs o PhI=NTs)) ma la reazione avviene pure direttamente con la solfonammide alla presenza di un catalizzatore formato da un metallo di transizione come il rame, il palladio, oppure l'oro:[13][14][15][16][17]

In molti casi, comunque, il [N-(p-nitrofenilsulfonil)immino] feniliodinano (PhI=NNs) viene preparato separatamente come segue:
Il trasferimento del nitrene avviene successivamente:
In questa particolare reazione i due stereoisomeri cis-stilbene e il  trans (non presente nella figura) danno lo stesso prodotto trans-aziridina, suggerendo un meccanismo di reazione a due step. La differenza di energia dei nitreni nello stato singoletto e in quello tripletto in certi casi è piccola, consentendo l'interconversione a temperatura ambiente. I nitreni nello stato tripletto sono più stabili termodinamicamente ma reagiscono gradualmente permettendo la libera rotazione e producendo così una miscela stereochimica.
- Espansione e contrazione di anello negli arilnitreni. Gli aril nitreni mostrano molte volte l'espansione dell'anello a 7 membri con i cumuleni, reazioni di apertura dell'anello e formazioni di nitrile in percorsi di reazioni complesse. Ad esempio nell'azoturo (step 2 nel diagramma sotto)[10] intrappolandolo in una matrice di argon a 20 K con la fotolisi si toglie l'azoto (N2) formando un composto nitrene nello stato tripletto (vedi step 4) (osservata in laboratorio con l'ESR e con l'UV-Vis) che sta in equilibrio con il prodotto avente un anello espanso (step 6).

Il composto nitrene si converte a un nitrile ad anello aperto (step 5) attraverso un intermedio diradicale libero (step 7). In una reazione ad alta temperatura, con trattamento FVT a 500–600 °C viene prodotto ancora un nitrile ad anello chiuso (step 5) con resa del 65%.

## Radicali liberi con nitreni
Per diversi composti contenenti sia il gruppo nitrene e sia un gruppo radicale è stato osservato con l'ausilio dell'ESR (Risonanza paramagnetica elettronica) uno stato di quartetto, quindi con 3 elettroni spaiati, ad alto spin (in presenza di una matrice d'isolamento ad argon-neon e a temperature criogeniche di circa 4 K). Uno di questi presenta un gruppo radicale detto ossido di ammina in uno studio del 2001 condotto da Lahti et al.; un altro sistema studiato nel 2008 da Sander et al. ha un gruppo radicale con un atomo di carbonio come illustrato nella figura in basso.
Nella struttura di risonanza di questo sistema formato da 3 componenti in equilibrio, si nota nella terza formula di struttura delle quattro mostrate, uno degli elettroni spaiati dell'azoto che viene delocalizzato nell'anello aromatico rendendo il composto un triradicale tipo σ–σ–π. Infine si nota la presenza di una quarta struttura (un radicale azoto col gruppo carbene, detto radicale immidile) il quale dà un contributo allo schema elettronico finale.